# Степівська сільська рада (Слов'яносербський район)
Степівська сільська рада — колишній орган місцевого самоврядування у Слов'яносербському районі Луганської області з адміністративним центром у с. Степове.

## Загальні відомості
Луганська обласна рада рішенням від 20 вересня 2001 р. у Слов'яносербському районі утворила Степівську сільраду з центром у селі Степове.

## Населені пункти
Сільській раді підпорядковані населені пункти:
- с. Степове
- с. Новогригорівка